# Amblonoxia bidentata
Amblonoxia bidentata är en skalbaggsart som beskrevs av Henry Clinton Fall 1932. Amblonoxia bidentata ingår i släktet Amblonoxia och familjen Melolonthidae. Inga underarter finns listade i Catalogue of Life.